# Before Hollywood
Before Hollywood è il secondo album in studio del gruppo rock australiano The Go-Betweens, pubblicato nel maggio 1983. L'album raggiunse il numero 2 nelle classifiche indipendenti del Regno Unito e un singolo, "Cattle and Cane" raggiunse il numero 4. Nel 2001 Cattle and Cane è stata votata come una delle 30 migliori canzoni australiane di tutti i tempi in un sondaggio dell'Australasian Performing Right Association su 100 personalità dell'industria musicale.
L'album, registrato nel Regno Unito, è stato il primo ad avere una divisione 50-50 (a metà) di canzoni scritte da Robert Forster e Grant McLennan. In un'intervista radiofonica del 1996 McLennan nominò Before Hollywood come uno dei suoi due album Go-Betweens definitivi, descrivendolo come "una bella combinazione del nostro modo di scrivere canzoni infilzato e classico, ma con un pesante sentimento underground".
Una versione ampliata è stata rilasciata nel 2002 con un secondo disco di otto tracce bonus e un video musicale per Cattle and Cane.

## Tracce
1. A Bad Debt Follows You – 2:24 (McLennan)
2. Two Steps Step Out – 3:28 (McLennan)
3. Before Hollywood – 3:44 (Forster)
4. Dusty in Here – 4:09 (McLennan)
5. Ask – 5:14 (Forster)
6. Cattle and Cane – 4:20 (McLennan)
7. By Chance – 2:20 (Forster)
8. As Long As That – 5:25 (McLennan, Forster)
9. On My Block – 3:49 (Forster)
10. That Way – 4:07 (McLennan)

### 2002 bonus disc
1. Hammer the Hammer – 2:49 (McLennan)
2. Heaven Says – 4:06
3. Just a King in Mirrors – 2:57
4. A Peaceful Wreck – 2:31
5. Man O'Sand to Girl O'Sea – 3:24 (Forster)
6. Near the Chimney – 3:39
7. This Girl, Black Girl – 3:32
8. The Exception of Deception – 1:49
9. Cattle and Cane (video)